# Union pour le changement
L'Union pour le changement (UM) est une alliance politique en Guinée-Bissau.

## Histoire
L'UM a été créé en 1994 en tant qu'alliance de six partis politiques à savoir le Front démocratique (FD), le Parti démocratique du progrès (en) (PDP), le Front social démocratique (en) (FDS), la Ligue guinéenne pour la protection de l'environnement (en) (LIPE), le Parti pour le renouveau et le développement (en) (PRD) et le Mouvement d'unité pour la démocratie (en) (BOUE). Il était dirigé par Amin Michel Saad, le leader du PDP. Aux élections générales de 1994, le parti a présenté Bubacar Rachid Djaló du LIPE comme candidat à la présidentielle. Djaló a terminé sixième avec 3% des voix, mais lors des élections législatives, l'alliance a obtenu 13% des voix et remporté six sièges à l'Assemblée populaire nationale.
À la suite de la guerre civile en 1998 et 1999, le FD quitte l'Union pour rejoindre l'Alliance démocratique. Les FDS ont également quitté l'Union pour se présenter seuls aux élections générales de 1999-2000. Les élections ont vu l'alliance nommer Djaló comme candidat à la présidence pour la deuxième fois. Il n'a de nouveau obtenu que 3% des voix et le parti a également perdu trois de ses sièges à l'Assemblée populaire nationale. En 2002, le LIPE a quitté l'Union pour rejoindre l'Union électorale (en).
Les élections législatives de 2004 ont vu le parti perdre ses trois sièges restants et il n'a pas désigné de candidat pour les élections présidentielles lors des élections présidentielles de 2005. Avant les élections législatives de 2008, l'UM a rejoint la coalition élargie de l'Alliance des forces patriotiques (en), qui n'a pas réussi à remporter un siège à l'Assemblée. À ce moment-là, MUD et PRD étaient devenus inactifs,.
L'alliance n'a pas désigné de candidats pour les élections présidentielles de 2009 ou 2012, mais est revenue pour contester les élections législatives de 2014, remportant un seul siège.